# Чужая игра
«Чужая игра» (в оригинале «Цирк», англ. Circus) — британо-американский криминальный триллер 2000 года. В главных ролях задействованы Джон Ханна и Фамке Янссен.

## Сюжет
Лео — идеальный игрок, он почти никогда не ошибается. Он делает ход, просчитывая в уме несколько следующих. Но от неудач никто не застрахован, и даже в безупречный план может закрасться ошибка. Лео был нанят богатым бизнесменом Джулиусом, чтобы убить его жену Глорию. Но когда Лео выполнил заказ, выяснилось, что Джулиус вообще не женат, никогда не был женат и не имеет никакого отношения к убитой женщине. Однако это было только началом падения. Зловещий круг вокруг Лео начал сужаться.

## В ролях
- Джон Ханна — Лео
- Фамке Янссен — Лили
- Петер Стормаре — Джулиус
- Аманда Донохью — Глория
- Эдди Иззард — Трой
- Фред Уорд — Элмо
- Томми Тайни Листер — Мусс